# Юсипів Іван Романович
Іва́н Рома́нович Юсипів (31 травня 1993, с. Сирітське Перше, Ширяївський район, Одеська область, Україна — 10 березня 2015, с. Славне, Мар'їнський район, Донецька область, Україна) — український військовик, учасник російсько-української війни, старший солдат Збройних сил України, командир бойової машини — механік-водій (28-ма окрема механізована бригада).

## Життєвий шлях
Виростав зі старшими братами Романом та Русланом. Здобув середню освіту в Новоєлизаветівській загальноосвітній школі, був учасником шкільної команди КВК «Веселі бджілки», ведучим шкільних свят, захищав честь школи на різних спортивних змаганнях. Продовжив навчання в Одеському професійному училищі за спеціальностями водія та електрослюсаря. Пройшов строкову службу в лавах ЗСУ. Після армії працював в Одесі.
Призваний за мобілізацією 1 серпня 2014-го. Командир бойової машини — механік-водій МТ-ЛБ 28-ї окремої механізованої бригади, в/ч А0666, смт Чорноморське.
Служив разом із братом в одній військовій частині. Два місяці проходили перепідготовку на Широколанівському полігоні, а з жовтня брали участь в антитерористичній операції на сході України. У грудні 2014-го побував вдома в короткотерміновій відпустці та одружився з коханою дівчиною.
10 березня 2015-го вояки зі взводного опорного пункту (ВОП) 2804 в селі Славне Мар'їнського району на БТРі та МТ-ЛБ вирушили на допомогу своїм побратимам, котрі встановлювали мінні загородження для оборони блокпоста й натрапили на «Урал» з російськими терористами. Під час бойового виїзду близько 16:30 МТ-ЛБ наїхала на протитанкову міну, внаслідок вибуху Іван загинув на місці, його брат Руслан зазнав осколкового поранення та перелому ноги.
Без Івана лишились батьки Валентина Петрівна та Роман Семенович, брати Руслан та Роман, дружина Інна.
Похований у селі Сирітське Перше.

## Нагороди та вшанування
- Указом Президента України № 291/2016 від 4 липня 2016 року, «за особисту мужність і високий професіоналізм, виявлені у захисті державного суверенітету та територіальної цілісності України, вірність військовій присязі», нагороджений орденом «За мужність» III ступеня (посмертно)[2].
- 29 травня 2015-го на будівлі Новоєлизаветівської ЗОШ I—III ступенів відкрито меморіальну дошку Івану Юсипіву.